# Miller-Zylinderprojektion

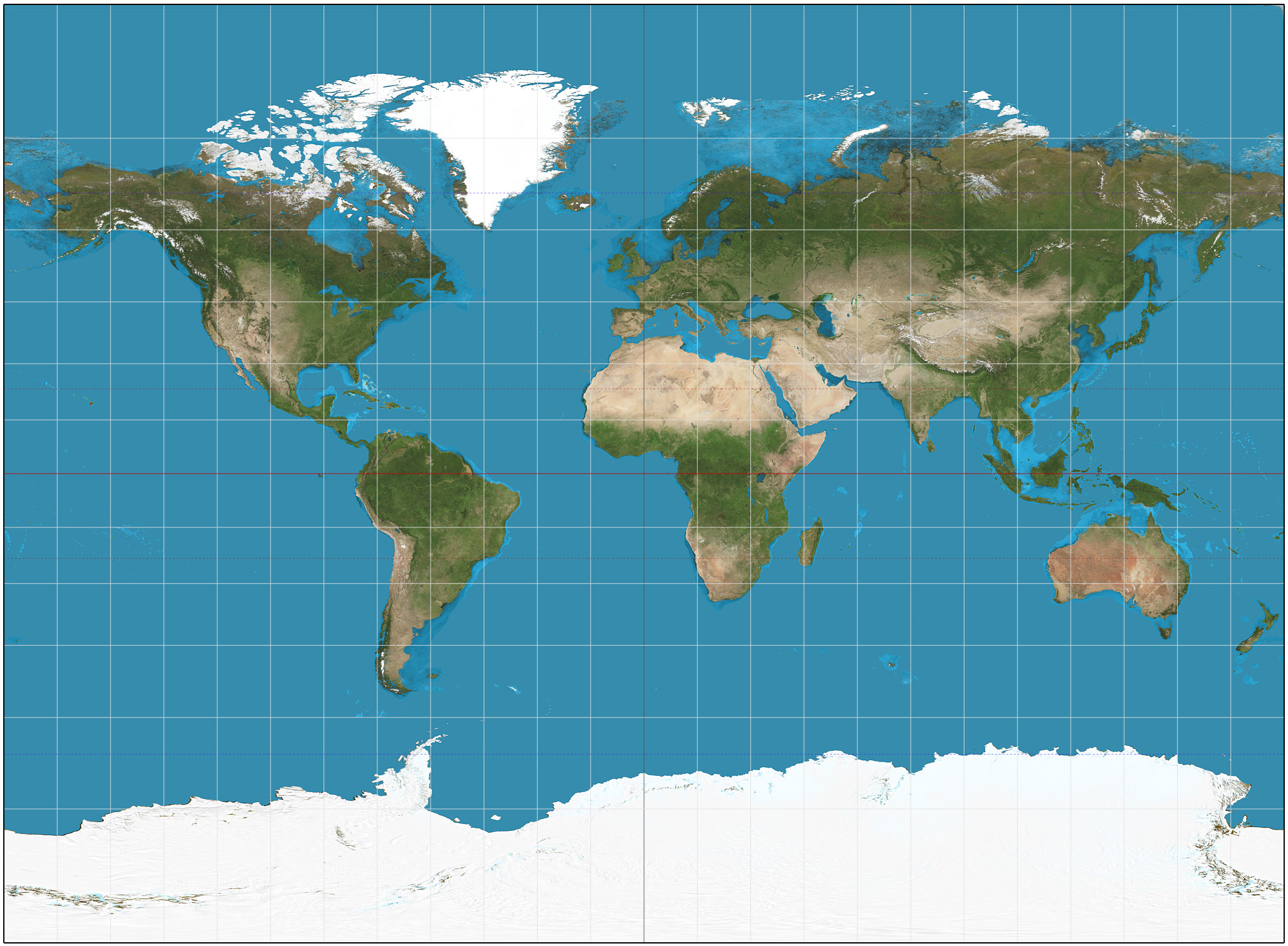
Miller-Zylinderprojektion der Erde

Die Miller-Zylinderprojektion ist eine modifizierte Mercator-Projektion, die 1942 von Osborn Maitland Miller vorgeschlagen wurde.
Sie ist weder konform noch flächentreu.
Die Modifikation bewirkt, dass die Abstände zwischen den Breitengradlinien bei zunehmender Polnähe im Vergleich zur Mercator-Projektion weniger stark wachsen, wodurch die Flächenverzerrung verringert wird.

## Konstruktion
Die Koordinaten x und y eines Punktes auf der Karte werden durch folgende Gleichung bestimmt:
{\displaystyle x=\lambda -\lambda _{0},}
{\displaystyle y={\frac {5}{4}}\ln \left[\tan \left({\frac {1}{4}}\pi +{\frac {2}{5}}\varphi \right)\right]={\frac {5}{4}}\sinh ^{-1}\left[\tan \left({\frac {4}{5}}\varphi \right)\right]}
wobei {\displaystyle \lambda } und {\displaystyle \varphi } die geographische Länge und Breite des Punktes und {\displaystyle \lambda _{0}} die geographische Länge des Kartenzentrums bezeichnen (Winkel im Bogenmaß).
Die geographische Breite wird also zunächst mit dem Faktor {\displaystyle 4/5} multipliziert, danach die Mercator-Projektion angewandt und zuletzt das Ergebnis mit dem Kehrwert {\displaystyle 5/4} multipliziert.